# Нидерландские Антильские острова на летних Олимпийских играх 2000
Нидерландские Антильские острова принимали участие в Летних Олимпийских играх 2000 года в Сиднее (Австралия) в одиннадцатый раз за свою историю, но не завоевали ни одной медали.

## Состав олимпийской сборной Нидерландских Антильских островов

### Триатлон
Спортсменов — 1
Триатлон дебютировал в программе летних Олимпийских игр. Соревнования состояли из 3 этапов - плавание (1,5 км), велоспорт (40 км), бег (10 км).
Мужчины
| Спортсмен    | Соревнование      | Плавание | Велоспорт | Бег      | Итоговое время | Место | Отставание |
| ------------ | ----------------- | -------- | --------- | -------- | -------------- | ----- | ---------- |
| Роланд Мелис | личное первенство | 19:21,19 | 62:47,80  | 34:02,96 | 1:56:11,95     | 45    | +07:47,93  |